# Новокошкино
Новокошкино — деревня в Нытвенском муниципальном районе Пермского края. Входит в Григорьевское сельское поселение.

## География
Новокошкино расположено в верховье притока реки Елихи (правый приток Сюзьвы).
Деревня расположена в 45 км от города Нытва, в 7 км от с. Григорьевского, в 4,5 км от ближайшей железнодорожной станции Григорьевская (Свердловская ЖД) и в 80 км от Перми. На автомобиле в деревню можно попасть только с помощью проселочной дороги через д. Банки и ст. Григорьевской. В 600 метрах от деревни находится остановочный пункт Новокошкино.
Деревня расположена на двух берегах вдоль безымянного ручья, причём с востока деревню огибает ещё один приток ручья. Оба притока запружены. С юга находятся с/х поля и полевая дорога на Григорьевскую. На западе расположено заросшее деревьями поле и Трансибирская магистраль. На севере находится лес и река Елиха. На востоке находится безымянный ручей и пруд.
Вокруг расположены населённые пункты: Деменево, Нововожаково, ст. Григорьевская, Сахары, Члены, Егорово.

## История
Деревня обозначена на карте 1790 года как «деревня Кошкиных /Головиных/».
В 1869 году в деревне было 5 дворов, всего 39 жителей (10 мужчин и 29 женщин), в этом же году упоминается другая одноимённая деревня «д. Кошкина на рч. Сюзьве» — ныне Старокошкино, часть д. Фиминята.
Деревня присутствует на карте И. А. Стрельбицкого 1871 года, обозначена она как «Кошкина».
На Плане генерального межевания 1898 года деревня обозначена как «д. Кошкиных».
В 1899 году в непосредственной близости от деревни прошла трасса Транссибирской магистрали.
В 1909 году деревня входила в состав Ново-Кошкинского сельского общества Григорьевской волости Оханского уезда: д. Ново-Кошкина, при ключах. 16 дворов, 24 мужчины, 32 женщины. Разряд крестьян — бывшие помещичье, вероисповедание — православные, единоверцы и раскольники. Русские. Ближайшая церковь находилась в 1 версте, в д. Члены.

## Население
| 1869 | 1909 | 2010 | 2012 | 2015 | 2016 |
| ---- | ---- | ---- | ---- | ---- | ---- |
| 39   | ↗56  | ↘2   | ↗8   | →8   | ↘7   |

## Инфраструктура
Присутствует централизованное электроснабжение. Централизованное водоснабжение, канализация, теплоснабжение и газоснабжение отсутствуют.